# Syndrome lésionnel
Un syndrome lésionnel se retrouve dans les lésions de la moelle, notamment en cas de compression médullaire.
Il résulte de la souffrance de la ou des racines médullaires au niveau de la lésion. Il entraine des symptômes à topographie radiculaire, correspondant au niveau lésionnel.
Il entraîne un déficit moteur et sensitif dans le territoire atteint.

## Symptomatologie
S'associent :
- douleurs, pouvant être violentes,
- hyperesthésie, hypoesthésie ou anesthésie dans le territoire de la (ou des) racine(s) concernée(s),
- abolition du réflexe pilomoteur,
- plus rarement : parésie ou amyotrophie localisée